# Trimezia guianensis
Trimezia guianensis är en irisväxtart som beskrevs av Pierfelice Ravenna. Trimezia guianensis ingår i släktet Trimezia och familjen irisväxter.
Artens utbredningsområde är Guyana. Inga underarter finns listade i Catalogue of Life.